# فرودگاه صحرایی ساوت‌همپتون
فرودگاه صحرایی ساوت‌همپتون (به انگلیسی: Southampton Aerodrome) یک فرودگاه همگانی است که یک باند فرود شن و آسفالت دارد و طول باند آن ۵۰۹ متر است. این فرودگاه در کشور کانادا قرار دارد و در ارتفاع ۲۰۹ متری از سطح دریا واقع شده است.